# Maycon de Andrade Barberan
Maycon de Andrade Barberan (São Paulo, 15 de julho de 1997) é um futebolista brasileiro que atua como volante. Atualmente joga no Corinthians, emprestado pelo Shakhtar Donetsk.

## Carreira

### Início
Começou no Corinthians aos doze anos de idade e teve uma campanha muito bem sucedida. Ele venceu o Campeonato Paulista Sub-20 de 2014 e 2015, o Brasileirão Sub-20 de 2014, e a Copa São Paulo de Futebol Júnior de 2015, quando foi o herói do título e marcou o gol da equipe na final.

### Corinthians
Fez sua estreia pelo profissional em 11 de fevereiro de 2016, em uma vitória por 2–1 contra Capivariano, na Arena Corinthians. Marcou seu primeiro gol em uma vitória fora de casa por 3–0 contra o Botafogo-SP em 13 de março.
Na temporada 2017, Maycon fez parte do elenco que foi campeão do Campeonato Paulista e do Campeonato Brasileiro, atuando a maior parte dos jogos como titular.
O volante completou 100 jogos com a camisa do alvinegro no dia 17 de maio de 2018, em partida válida pela 5ª rodada da fase de grupos da Libertadores. Já no dia 13 de junho, realizou sua última partida nessa primeira passagem pelo Corinthians.

### Ponte Preta
Em 14 de julho de 2016, Maycon foi emprestado para a Ponte Preta até o final da temporada. Estreou antes mesmo de sua apresentação, no dia 18 de julho, em uma derrota por 3–1 contra o rival Santos. No dia seguinte, Maycon foi oficialmente apresentado.
O jogador marcou seu primeiro gol com a camisa do clube do interior paulista no dia 16 de outubro, em uma vitória por 3–0 contra o Santa Cruz, válida pelo Campeonato Brasileiro. Após o termino da temporada, o volante retornou para o Corinthians.

### Shakhtar Donetsk

Maycon o Shakhtar Donetsk em 2018

No dia 13 de abril de 2018, Fábio Carille, técnico do Corinthians, confirmou a venda do jogador ao Shakhtar Donetsk. Foi vendido por 6,6 milhões de euros (27,6 milhões de reais, na cotação da época). Em 17 de junho, Maycon assinou um contrato de cinco temporadas com o clube ucraniano e foi apresentado. O volante estreou com a camisa do Shakhtar no dia 5 de julho.
Fez parte do elenco campeão da Copa da Ucrânia e campeão do Campeonato Ucraniano na temporada 2018–19, porém não participou dos jogos decisivos devido a uma lesão no ligamento cruzado do joelho esquerdo, ficando de fora dos gramados por seis meses. Durante esse período, o jogador chegou a voltar ao Brasil para realizar o tratamento no Corinthians, seu ex-clube.
Na temporada 2019–20, fez parte do elenco campeão do Campeonato Ucraniano 2019–20. Em 22 de setembro de 2021, conquistou a Supercopa da Ucrânia após sua equipe vencer o rival Dínamo de Kiev por 3–0.
Sua passagem pelo clube ucraniano foi interrompida em 2022, durante o período da Invasão da Ucrânia pela Rússia, quando vários jogadores tiveram que deixar o país. No dia 7 de março, a FIFA liberou que estrangeiros que atuavam na Rússia e na Ucrânia fossem considerados “sem contrato” até 30 de junho e, portanto, teriam a liberdade de assinar com outros times.

### Retorno ao Corinthians

#### 2022
Em 31 de março de 2022, foi anunciado o seu empréstimo para o Corinthians até o final da temporada. No mesmo dia, o clube paulista fez o anúncio oficial. Sua apresentação aconteceu em 1 de abril. Fez a sua reestreia no dia 5 de abril, numa derrota por 2–0 contra o Always Ready, no Hernando Siles, válida pela Libertadores. Marcou seu primeiro gol após o retorno no dia 26 de abril, durante a vitória por 2–0 contra o Boca Juniors, na Neo Química Arena, pela Libertadores. Com boa atuação na partida, Maycon foi o autor dos dois gols do Timão. Em 27 de dezembro, o Shakhtar aceitou estender o empréstimo do atleta até o final de 2023.

#### 2023
No dia 4 de janeiro, Maycon teve seu empréstimo renovado por mais uma temporada. O Corinthians pagou 500 mil euros (cerca de 2,8 milhões de reais) pela renovação do jogador. Em 26 de agosto, marcou o 500º gol do Corinthians na história da Neo Química Arena.

#### 2024
Em 15 de janeiro, seu empréstimo foi estendido até o final de 2024. Já no dia 22 de fevereiro, após atuar numa vitória contra o Cianorte, válida pela Copa do Brasil, o jogador alcançou a marca de 200 partidas com a camisa do Corinthians. No dia 17 de abril, Maycon atuou por menos de 30 minutos na derrota por 2–0 para o Juventude, válida pelo Campeonato Brasileiro, mas acabou saindo machucado. No dia seguinte, o jogador teve diagnosticada uma grave lesão no ligamento cruzado anterior do joelho direito. Com tempo de recuperação estimado em nove meses, o atleta acabou perdendo o restante da temporada.

#### 2025
Em 2 de janeiro, o Corinthians acertou mais um ano de empréstimo do atleta com o Shakhtar pelo quarto ano consecutivo. O jogador participará da pré-temporada com o restante do elenco a partir de 7 de janeiro, após se recuperar da cirurgia no ligamento cruzado anterior do joelho direito, realizada em maio. Em 20 de janeiro, renovou o contrato de empréstimo até o fim de 2025. Em 9 de fevereiro, após 10 meses fora por conta de lesão, voltou a entrar em campo, na vitória por 2-0 contra o São Bernardo, na Neo Química Arena, pelo Campeonato Paulista 2025. Em 27 de março, sagrou-se campeão do Campeonato Paulista 2025 após o empate contra o Palmeiras por 0x0, porém o jogo de ida o Corinthians venceu por 1-0.

## Seleção Brasileira
Em 7 de dezembro de 2016, foi convocado por Rogério Micale para a disputa do Campeonato Sul-Americano Sub-20 de 2017, realizado no Equador.

## Estatísticas

### Clubes
Abaixo estão listados todos os jogos, gols e assistências do futebolista por clubes.
| Clube             | Temporada         | Campeonato nacional | Campeonato nacional | Campeonato nacional | Copa nacional[a] | Copa nacional[a] | Copa nacional[a] | Competições continentais[b] | Competições continentais[b] | Competições continentais[b] | Outros torneios[c] | Outros torneios[c] | Outros torneios[c] | Total | Total | Total   |
| Clube             | Temporada         | Jogos               | Gols                | Assist.             | Jogos            | Gols             | Assist.          | Jogos                       | Gols                        | Assist.                     | Jogos              | Gols               | Assist.            | Jogos | Gols  | Assist. |
| ----------------- | ----------------- | ------------------- | ------------------- | ------------------- | ---------------- | ---------------- | ---------------- | --------------------------- | --------------------------- | --------------------------- | ------------------ | ------------------ | ------------------ | ----- | ----- | ------- |
| Corinthians       | 2016              | 2                   | 0                   | 1                   | —                | —                | —                | 3                           | 0                           | 0                           | 10                 | 1                  | 0                  | 15    | 1     | 1       |
| Corinthians       | 2017              | 36                  | 1                   | 2                   | 5                | 1                | 1                | 4                           | 1                           | 1                           | 13                 | 2                  | 1                  | 58    | 5     | 5       |
| Corinthians       | 2018              | 10                  | 0                   | 0                   | 2                | 1                | 0                | 6                           | 0                           | 0                           | 16                 | 1                  | 2                  | 34    | 2     | 2       |
| Corinthians       | 2022              | 16                  | 0                   | 0                   | 3                | 0                | 0                | 7                           | 2                           | 0                           | —                  | —                  | —                  | 26    | 2     | 0       |
| Corinthians       | 2023              | 32                  | 2                   | 3                   | 7                | 0                | 1                | 12                          | 1                           | 0                           | 7                  | 0                  | 0                  | 58    | 3     | 4       |
| Corinthians       | 2024              | 2                   | 0                   | 0                   | 1                | 0                | 0                | —                           | —                           | —                           | 10                 | 2                  | 2                  | 13    | 2     | 2       |
| Corinthians       | 2025              | 11                  | 0                   | 0                   | 2                | 0                | 0                | 6                           | 0                           | 1                           | 4                  | 0                  | 0                  | 23    | 0     | 1       |
| Corinthians       | Total             | 109                 | 3                   | 6                   | 20               | 2                | 2                | 38                          | 4                           | 2                           | 60                 | 6                  | 5                  | 227   | 15    | 15      |
| Ponte Preta       | 2016              | 16                  | 1                   | 1                   | 3                | 0                | 0                | —                           | —                           | —                           | —                  | —                  | —                  | 19    | 1     | 1       |
| Ponte Preta       | Total             | 16                  | 1                   | 1                   | 3                | 0                | 0                | —                           | —                           | —                           | —                  | —                  | —                  | 19    | 1     | 1       |
| Shakhtar Donetsk  | 2018–19           | 21                  | 4                   | 2                   | 2                | 0                | 0                | 7                           | 1                           | 0                           | 4                  | 2                  | 0                  | 34    | 7     | 2       |
| Shakhtar Donetsk  | 2019–20           | 10                  | 1                   | 0                   | —                | —                | —                | 2                           | 0                           | 0                           | —                  | —                  | —                  | 12    | 1     | 0       |
| Shakhtar Donetsk  | 2020–21           | 19                  | 2                   | 2                   | 1                | 0                | 0                | 10                          | 0                           | 1                           | 8                  | 1                  | 0                  | 38    | 3     | 3       |
| Shakhtar Donetsk  | 2021–22           | 15                  | 0                   | 1                   | —                | —                | —                | 10                          | 0                           | 0                           | 5                  | 0                  | 2                  | 30    | 0     | 3       |
| Shakhtar Donetsk  | Total             | 65                  | 7                   | 5                   | 3                | 0                | 0                | 29                          | 1                           | 1                           | 17                 | 3                  | 2                  | 114   | 11    | 8       |
| Total na carreira | Total na carreira | 190                 | 11                  | 12                  | 26               | 2                | 2                | 67                          | 5                           | 3                           | 77                 | 9                  | 7                  | 360   | 27    | 24      |

- a. ^ Jogos da Copa do Brasil e Copa da Ucrânia
- b. ^ Jogos da Copa Libertadores, Copa Sul-Americana, Liga dos Campeões da UEFA e Liga Europa
- c. ^ Jogos do Campeonato Paulista, Copa da Florida, Supercopa da Ucrânia e Amistosos

### Seleção Brasileira
Abaixo estão listados todos os jogos, gols e assistências do futebolista pela Seleção Brasileira, desde as categorias de base.[carece de fontes?]

#### Seleção Sub–23
| Ano               | Pré–Olímpico | Pré–Olímpico | Pré–Olímpico | Amistosos | Amistosos | Amistosos | Total | Total | Total   |
| Ano               | Jogos        | Gols         | Assist.      | Jogos     | Gols      | Assist.   | Jogos | Gols  | Assist. |
| ----------------- | ------------ | ------------ | ------------ | --------- | --------- | --------- | ----- | ----- | ------- |
| 2020              | 3            | 0            | 0            | 2         | 0         | 0         | 5     | 0     | 0       |
| Total na carreira | 3            | 0            | 0            | 2         | 0         | 0         | 5     | 0     | 0       |

Seleção Sub–20
| Ano               | Campeonato Sul–Americano | Campeonato Sul–Americano | Campeonato Sul–Americano | Amistosos | Amistosos | Amistosos | Total | Total | Total   |
| Ano               | Jogos                    | Gols                     | Assist.                  | Jogos     | Gols      | Assist.   | Jogos | Gols  | Assist. |
| ----------------- | ------------------------ | ------------------------ | ------------------------ | --------- | --------- | --------- | ----- | ----- | ------- |
| 2016              | —                        | —                        | —                        | 1         | 0         | 0         | 1     | 0     | 0       |
| 2017              | 7                        | 1                        | 1                        | —         | —         | —         | 7     | 1     | 1       |
| Total na carreira | 7                        | 1                        | 1                        | 1         | 0         | 0         | 8     | 1     | 1       |

## Títulos
Corinthians
- Copa São Paulo de Futebol Júnior: 2015
- Campeonato Paulista: 2017, 2018 e 2025
- Campeonato Brasileiro: 2017

Shakhtar Donetsk
- Campeonato Ucraniano: 2018–19, 2019–20
- Copa da Ucrânia: 2018–19
- Supercopa da Ucrânia: 2021

Prêmios individuais
| Ano  | Premiação                                 | Prêmio                 | Time        | Resultado | Ref.   |
| ---- | ----------------------------------------- | ---------------------- | ----------- | --------- | ------ |
| 2017 | Seleção da 1ª Fase do Campeonato Paulista | Melhor segundo volante | Corinthians | Venceu    | [ 43 ] |
| 2017 | Bola de Prata                             | Melhor segundo volante | Corinthians | 5º lugar  | [ 44 ] |